# Трушевицька сільська рада
Трушевицька сільська рада — орган місцевого самоврядування у Старосамбірському районі Львівської області. Адміністративний центр — село Трушевичі.

## Загальні відомості
Трушевицька сільська рада утворена в 1940 році. Водоймища на території, підпорядкованій даній раді: річки Вирва, Бібіска, Вігор.

## Історія
Трушевицька сільська рада Передільницька до 1990.

## Населені пункти
Сільській раді підпорядковані населені пункти:
- с. Трушевичі
- с. Передільниця
- с. Підмостичі

## Склад ради
Рада складається з 16 депутатів та голови.

### Керівний склад попередніх скликань
| ПІБ                       | Основні відомості                                                 | Дата обрання | Дата звільнення |
| ------------------------- | ----------------------------------------------------------------- | ------------ | --------------- |
| Косовський Ігор Дмитрович | Сільський голова, 1965 року народження, освіта вища, безпартійний | 26.03.2006   | 31.10.2010      |
| Косовський Ігор Дмитрович | Сільський голова, 1965 року народження, освіта вища, безпартійний | 31.10.2010   |                 |

Примітка: таблиця складена за даними джерела